# Kriegsschauplatz China-Burma-Indien
Japanische Eroberung 1941/42

Bilin – Sittang – Pegu (Taukkyan) – Rangun – Yunnan-Burma-Straße (u.a. Tachiao – Oktwin – Toungoo – Yenangyaung – Lashio I)
1942/43

Burma-Kampagne 1942–1943

Arakan I – The Hump – Chindits
1944

Schlacht um Nordburma und West-Yunnan 1943–1945

Burma-Kampagne 1944

Arakan II – Ha-gō – Lashio II – Sangshak – Myitkyina – U-gō (Imphal – Kohima – Tennisplatz) – Mogaung – Song shan/Huitong-Brücke – Dan-gō
1944/45

Burma-Kampagne 1944–1945

Bhamo – Arakan III (Kangaw und Höhe 170 – Ramree) – Meiktila/Mandalay – Pakokku – Lashio III – Tanlwe Chaung – Operation Dracula – Sittang

China-Burma-Indien-Abzeichen

Der Kriegsschauplatz China-Burma-Indien (engl.: China Burma India Theater, CBI) war die militärische Bezeichnung der Vereinigten Staaten während des Zweiten Weltkriegs für die Kriegsschauplätze in China und Südostasien, bzw. Indien-Burma (IBT).
Wegen der Pläne, Japan vom chinesischen Festland aus zu erobern, wurde es hauptsächlich wichtig in dem Versuch, China im Krieg zu versorgen und zu unterstützen. Alliierte Streitkräfte, hauptsächlich Briten, Chinesen und Inder, banden dort eine große Anzahl japanischer Truppen, die sonst woanders eingesetzt worden wären. Die weniger als 3.000 freiwilligen Soldaten, die als Merrill’s Marauders berühmt wurden, sowie die Einheiten der Mars Task Force waren die einzigen engagierten US-Bodenstreitkräfte in diesem Kriegsschauplatz. Die Mehrheit der Amerikaner im CBI arbeitete daran, Leih- und Pachtlieferungen nach China zu bringen. Die Flying Tigers kämpften in der Luft über China und Burma gegen die Japaner. Army Air Forces flogen Nachschub über The Hump von Indien nach China. Die Merrill’s Marauders und die Mars Task Force kämpften sich durch den Dschungel von Burma. Army Engineers bauten die Ledo-Straße, um eine Landversorgungsroute zu eröffnen. Eine britisch-indische Spezialeinheit, die Chindits, kämpfte in Burma.

## Vorgeschichte
Nach dem Überraschungsangriff auf Pearl Harbor, erklärten die Vereinigten Staaten Japan am 8. Dezember 1941 den Krieg und nahmen damit aktiv am Zweiten Weltkrieg teil. Einige Monate vor diesem Angriff hatten die Vereinigten Staaten jedoch schon Chinas Verteidigungskrieg gegen Japan mit Geld und Material unterstützt. Dieses frühere amerikanische Engagement gegenüber China zog die US-Armee in den Burmafeldzug von 1942. Japanische Truppen der 15. Armee unter General Iida Shōjirō überschritten Mitte Januar 1942 die Burma-Thailand-Grenze. Innerhalb weniger Wochen wurde die Hauptstadt Rangun erreicht und besetzt (→ Japanische Eroberung Burmas und die folgende Japanische Besetzung Burmas).

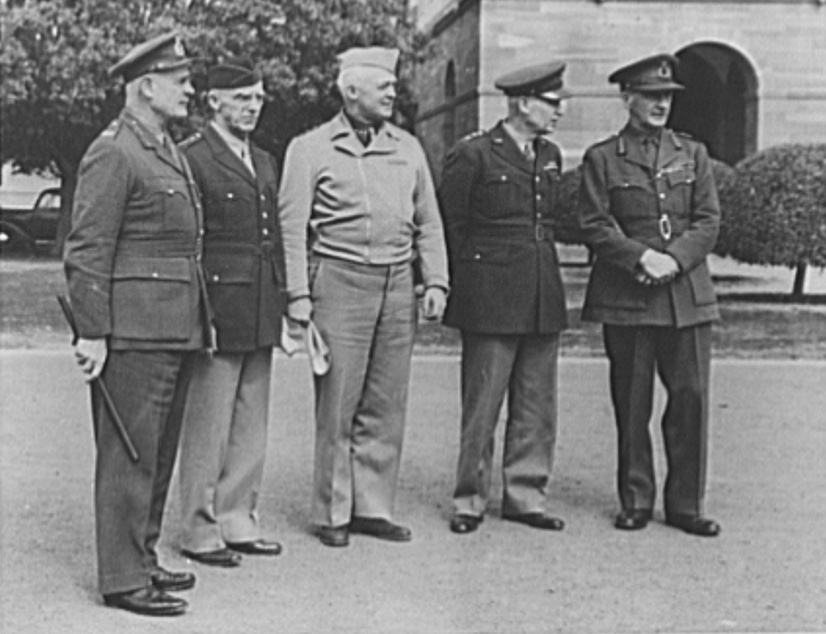
Treffen in Neu-Delhi, Indien. Von links nach rechts: Feldmarschall Sir Archibald Wavell; Generalleutnant Joseph W. Stilwell, Generalleutnant H. H. Arnold, Generalleutnant Brehon Somervell und Feldmarschall Sir John Dill

## Die China Defensive
China befand sich seit 1937 im Krieg mit dem Kaiserreich Japan und setzte den Kampf bis zur japanischen Kapitulation 1945 fort. Die Vereinigten Staaten berieten und unterstützten als alliierter Verbündeter Chinas Bodenkrieg, während sie nur wenige ihrer eigenen Einheiten in China für Operationen gegen japanische Streitkräfte in der Region stationierten. Das Hauptziel bestand darin, die Chinesen aktiv im Kriegslager der Alliierten zu halten und dadurch japanische Streitkräfte zu binden, die andernfalls gegen die im Pazifik kämpfenden Alliierten eingesetzt werden könnten.
Trotz eines gemeinsamen Feindes in Japan war die chinesische Gesellschaft polarisiert. Es gab im Wesentlichen drei Lager. Die Anhänger der nationalistischen Kuomintang-Regierung; Unterstützer der zahlreichen ehemaligen Warlords, die den Nationalisten nominell treu ergeben waren; und die Unterstützer der Kommunisten, die in einen Guerillakrieg gegen die militärischen und politischen Kräfte der Nationalisten verwickelt waren. Diese anhaltenden Spannungen, die sogar manchmal in Feldschlachten ausbrachen, verhinderten die Entwicklung einer wirklich einheitlichen chinesischen Kriegsanstrengung gegen die Japaner.
Eine weitere, große Herausforderung war die Logistik. Das US-Militär führte einen eigenen Zweifrontenkrieg, musste jedoch gleichzeitig andere Verbündete versorgen und dabei enorme Entfernungen bewältigen, um kriegswichtige Güter von den Vereinigten Staaten nach China zu transportieren. Amerikanische Vorräte und Ausrüstungen mussten lange Seewege nach Indien überstehen, um nach China zu gelangen, was hauptsächlich per Luftbrücke bewältigt wurde. Diese Luftbrücke führte allerdings über die hohen Berge des Himalaya (genannt The Hump - der Buckel),  dessen tückische Luftströmungen und zerklüftete Berge und Schluchten vielen Flugzeugbesatzungen das Leben kosteten. So erreichte nur ein Bruchteil der Vorräte, die für eine erfolgreiche Kriegsführung erforderlich sind, jemals Südchina.
Einer der Hauptempfänger dieser Unterstützung war die Chinesische Nationalistische Armee. Trotz Chiang Kai-sheks offensichtlicher Einigung Chinas durch militärische Gewalt gliederte seine Armee viele Einheiten ein, die ihren früheren regionalen Warlords gegenüber loyaler waren als gegenüber seiner neuen Zentralregierung. Die Einheiten der nationalistischen Armee waren nicht nur uneinheitlich in ihrer Loyalität, sondern auch in ihrer Qualität. Auf dem Papier hatte China 1941 3,8 Millionen Mann unter Waffen. Sie waren in 246 sogenannte Front-Divisionen organisiert, wobei weitere 70 Divisionen den rückwärtigen Gebieten im Landesinneren zugeteilt waren. Etwa bis zu vierzig chinesische Divisionen waren mit in Europa hergestellten Waffen ausgerüstet und von ausländischen, insbesondere deutschen und sowjetischen Beratern ausgebildet worden. Der Rest der Einheiten war im Allgemeinen nicht ausgebildet. Insgesamt beeindruckte die Nationalrevolutionäre Armee die meisten westlichen Militärbeobachter eher als eine Armee des 19. als eine Armee des 20. Jahrhunderts.

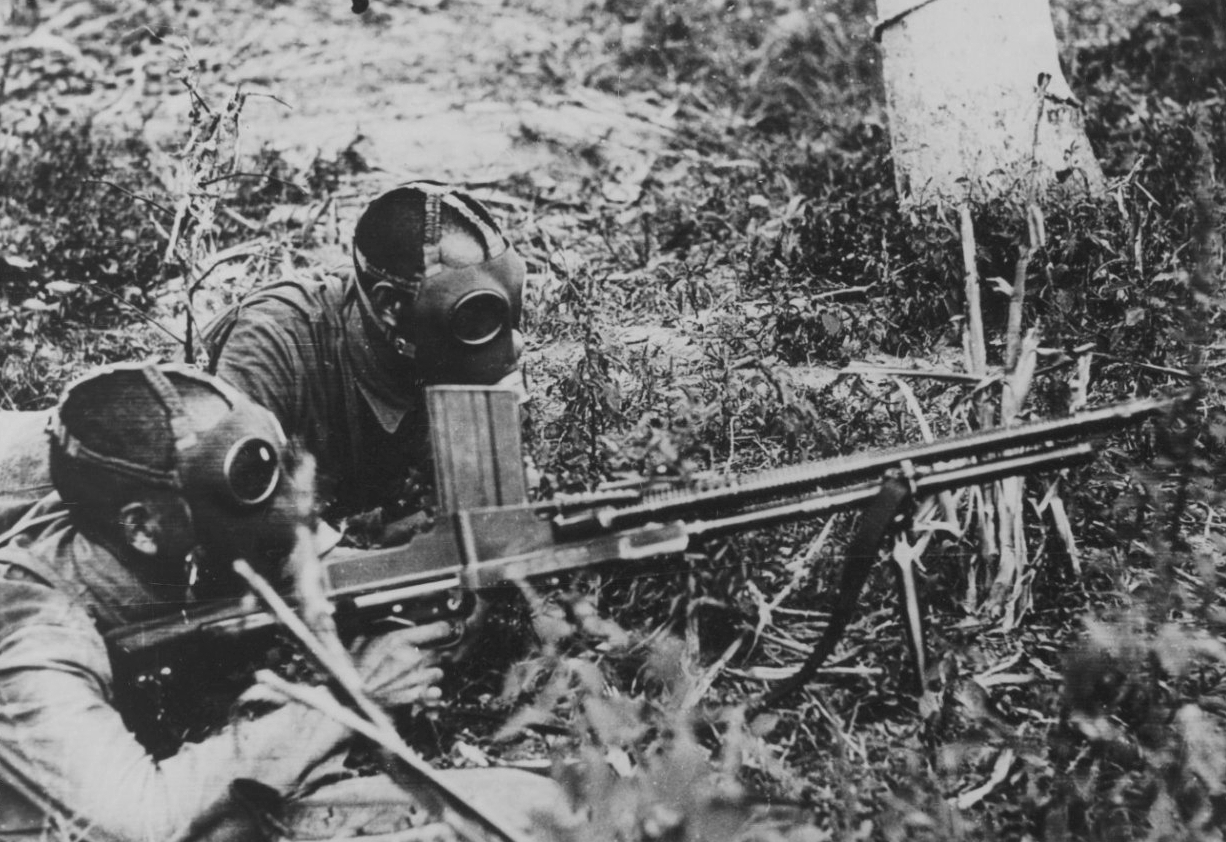
Soldaten der Nationalrevolutionären Armee mit Gasmasken und einem leichten tschechischen Maschinengewehr ZB vz. 26.

Chiang Kai-sheks Armee erhielt 1938 von der Sowjetunion Panzer, Lastkraftwagen und Flugzeuge im Wert von rund 250 Millionen Dollar sowie einige britische und französische Militärgüter. Trotzdem kontrollierte Japan im Sommer 1939 den größten Teil des Nordostens Chinas und alle wichtigen Küstenhäfen mit Ausnahme der britischen Kronkolonie Hongkong. Damit war China isoliert, abgesehen von Lieferungen, die aus dem Westen entlang der sogenannten Burmastraße oder durch Französisch-Indochina transportiert wurden.
US-Präsident Franklin D. Roosevelt ernannte Generalleutnant Joseph W. Stilwell, zum Leiter des US-amerikanischen China-Burma-Indien-Kampfraums und Generalissimus Chiang Kai-shek ernannte ihn auf kombinierter Ebene zum Stabschef der vereinten Streitkräfte in China. Als Stilwell Anfang März 1942 in China ankam, fand er sich in einem militärischen und politischen Durcheinander wieder.

## Die Briten in Indien
Bei Ausbruch des Zweiten Weltkrieges umfasste die Britisch-Indische Armee 205.000 Mann. Im Kriegsverlauf wuchs sie auf über 2,5 Millionen Mann. In den späteren Phasen des Pazifikkriegs, zwischen dem Fall Singapurs und dem Ende des ABDACOM Anfang 1942 bis zur Bildung des South East Asia Command (SEAC) im August 1943, wurden auch einige amerikanische und chinesische Einheiten unter britisches Militärkommando gestellt. Das Oberkommando über die Streitkräfte übernahm Anfang März 1942 Feldmarschall Sir Archibald Wavell und im Juni 1943 Feldmarschall Sir Claude Auchinleck. Das Oberkommando über die britische Eastern Fleet hatte ab Februar 1942 Vizeadmiral Sir James Somerville inne. Wichtige Stützpunkthäfen waren Trincomalee und Colombo auf Ceylon, sowie Bombay.

### SEAC
Das South East Asia Command (Südseekommando) stand ab seiner Gründung Ende 1943 unter dem Oberbefehl von Admiral Lord Louis Mountbatten mit Stilwell als seinem Stellvertreter. Es umfasste große Teile des kontinentalen Südostasien und war primär für die Leitung des Burmafeldzuges verantwortlich.
Mountbatten traf am 7. Oktober 1943 in Indien ein und das South East Asia Command wurde in der Nacht vom 15. auf den 16. November in Delhi gegründet.
Die Einsatzgebiete der Landstreitkräfte des SEAC waren zu Beginn des Krieges Indien, Burma, Ceylon, Malaya, das nördliche Sumatra und Thailand für Offensivoperationen.

US-amerikanische und chinesische Streitkräfte, die im südostasiatischen Kampfraum dienten und als Northern Combat Area Command (NCAC) unter dem Kommando von Stilwell organisiert waren, antworteten direkt dem Obersten Befehlshaber, weil Stilwell sich weigerte, sich dem Befehlshaber der 11th Army Group, General George Giffard, zu unterstellen.

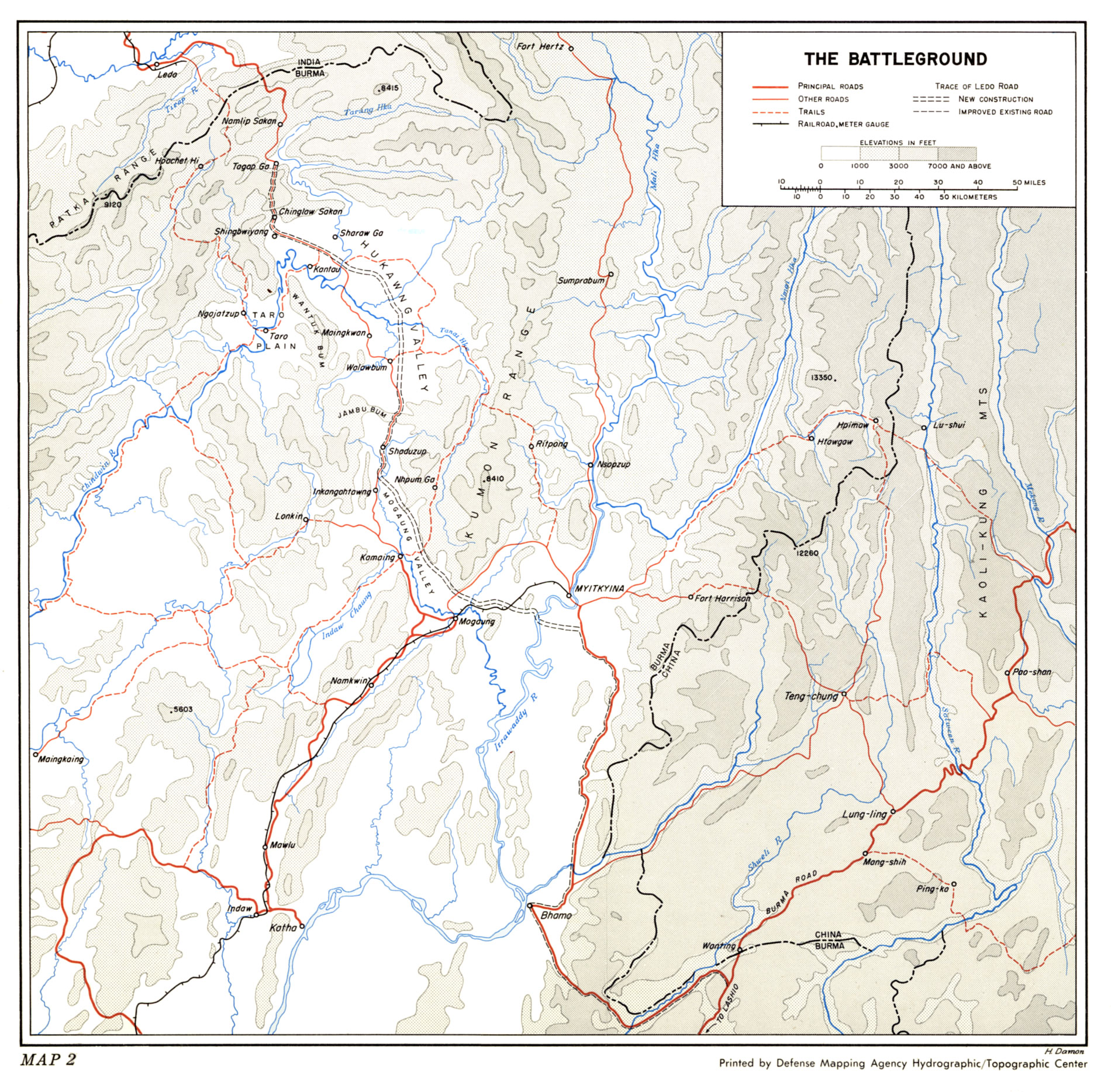
CBI-Schlachtfeld

## Das Schlachtfeld des CBI

### Topografie
Nordburma wird von Indien, China und Tibet durch eine umgekehrte, U-förmige Kurve aus großen Bergen, dem Himalaya und ihren riesigen Ausläufern getrennt und durch die Kumaun-Kette in zwei Bereiche geteilt. Westlich hat das Quellgebiet des Flusses Chindwin, der nach Norden fließt, das Hukawng Tal geformt. Unmittelbar südlich des Hukawng Tals befindet sich der Kamm des Jāmbu Bum, der die Wasserscheide des Chindwin von der des Irrawaddy, Burmas größtem Fluss, trennt. Südlich des Jāmbu Bum liegt das lange, schmale Tal des Mogaung-Flusses, eine natürliche Zufahrtsstraße zum großen Tal des Irrawaddy. Östlich der Kumaun-Kette bildet ein Nebenfluss des Irrawaddy einen langen, schlanken Finger von Myitkyina nach Norden zum Himalaya; an der Spitze dieses Tals befindet sich Fort Hertz, dessen Landebahn und Garnison 1942 der letzte alliierte Stützpunkt in Burma waren und das seitdem von den Alliierten gehalten wurde.

### Flora

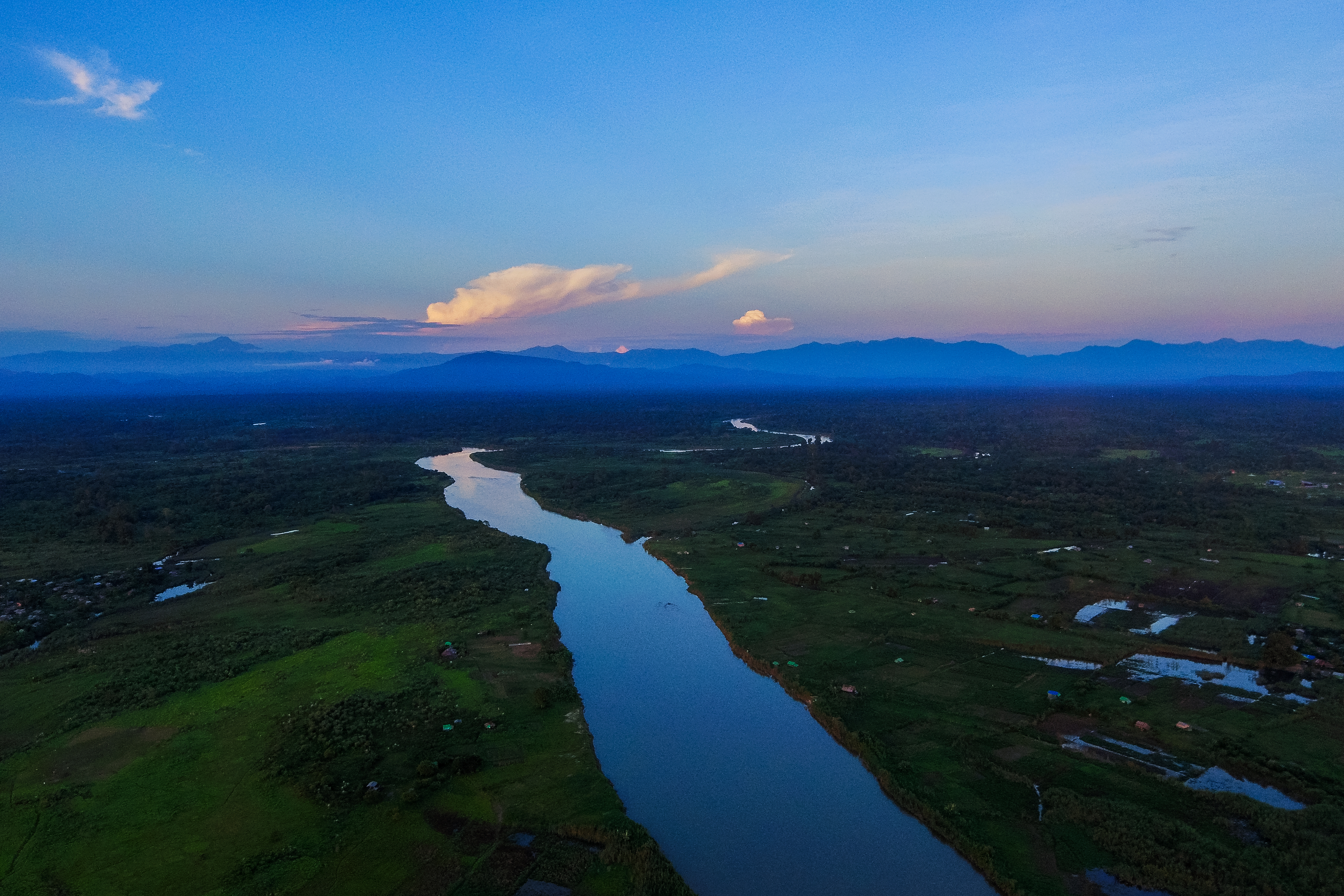
Das Hukawng Tal

Die westlichen Berghänge Burmas sind mit tropischen Regenwäldern bewachsen. Im eigentlichen Hukawng-Tal finden sich  kleinere Bäume als in den Bergen, mit dickem, lockerem Unterholz am Boden. Auf den gelegentlichen Lichtungen findet sich Elefanten- oder Silberhaargras, groß wie ein Mann und scharf wie ein Samurai-Schwert. Das Durchqueren von Bambusfeldern erforderte oft das Schneiden eines tunnelartigen Pfades durch den Wildwuchs. Der Dschungel war nicht der legendäre tropische Regenwald mit reichen und exotischen Früchten, die in Hülle und Fülle wachsen. Es gab wenig zu essen zu finden, während die Einheimischen nur genug Reis für den eigenen Bedarf anbauten.

### Fauna

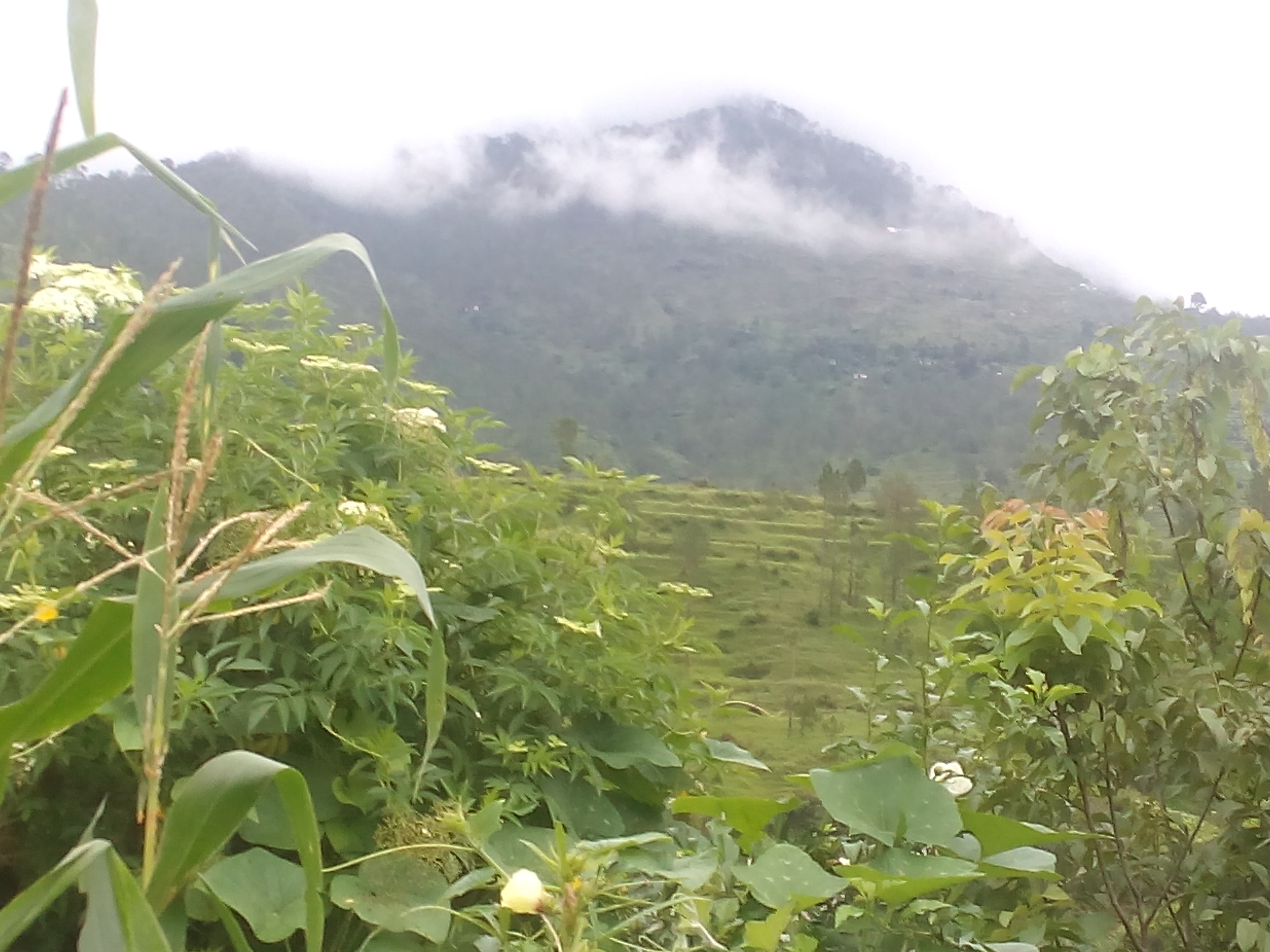
Bewaldung und Terrassenanpflanzungen am Berg Kumaun

Im Norden Burmas gibt es kleine schwarze Fliegen, deren Biss giftig ist und Büffelfliegen, die jedes Netz durchdringen können. Zudem lauern drei Arten von Blutegeln auf ihre warmblütigen Opfer. Anopheles-Mücken übertragen Malaria und auf den grasbewachsenen Lichtungen lauert eine tödliche Art von Typhus, die den damaligen Wissenschaftlern und Soldaten gleichermaßen weitgehend unbekannt war.

### Wetter
Der Winter in Nordburma ist ausgesprochen kühl und ein ausgeprägter Bodennebel schränkt die Sicht oft stark ein. Nach Februar beginnt die Temperatur zu steigen. Der März ist heiß und feucht, und das Wetter verschlechtert sich zunehmend, bis der Monsun Ende Mai oder Anfang Juni beginnt. Er kann aber jederzeit nach April kommen und mit ihm heftige Überschwemmungen. Die Trockenwetterstraße, die von Norden nach Süden durch die Täler Hukawng und Mogaung verläuft, hat mehrere Abschnitte, die während des Regens überflutet sind. Von Mitte Oktober bis Februar sind die Temperaturen fast im gesamten Land angenehm und die Niederschlagsmenge ist gering.

## Die Befehlsstruktur des CBI

### Probleme zu Beginn
Gemäß den Vorschlägen von Präsident Roosevelt vom 15. Dezember 1941 schuf die Chongqing-Konferenz am 23. Dezember eine ständige Gruppe, die als lokaler Kriegsrat in China fungieren sollte. Seine Mitglieder waren: General Lancelot Ernest Dennys (britischer Militärattaché in China und Wavells Kandidat); Chinas Verteidigungsminister General Ho Ying-chin (Kandidat von Chiang Kai-shek); und der amerikanische Brigadegeneral John Magruder. Der Rat sollte einen Verteidigungsplan ausarbeiten und diesen nach Washington schicken. Madame Chiang nahm freiwillig an dem Austausch teil und betonte Chinas Hilfebedarf. Die Sitzung endete mit der Entscheidung, Roosevelt einige von General George Brett formulierte Vorschläge zu übermitteln, aber der Generalissimus drückte seine Unzufriedenheit aus, indem er sagte, er werde einen eigenen Plan vorlegen.
Kurz vorher wurden die chinesisch-britischen Beziehungen durch den Vorfall des Schiffes Tulsa und seiner Ladung wertvoller Munition für Burma in Rangun noch mehr belastet. Japanische Truppen hatten am 19. Dezember Bokpyin überrannt. Daraufhin wurde die Ladung des Schiffes, die aus Land-lease-Material bestand, beschlagnahmt. Die britischen Streitkräfte in Burma, die die letzte Nachschublinie zwischen China und der Außenwelt bewachten, benötigten dringend Ausrüstung.
Roosevelts Sorge um China wurde am 28. Dezember auf einer Konferenz im Weißen Haus mit den amerikanischen Delegierten der Arcadia-Konferenz deutlich. Dort befahl er, etwas zu unternehmen, um in Chongqing ein Komitee zu gründen, um die Moral des Generalissimus zu unterstützen. Zudem hatte die Einrichtung von Wavells Hauptquartier des ABDACOM dazu geführt, dass ein Gebiet im Fernen Osten nicht in das Schema des einheitlichen Kommandos einbezogen wurde. Daher schlugen die Combined Chiefs of Staff am 29. Dezember die Schaffung eines chinesischen Kampfraums unter Chiang Kai-shek vor, das auch Nordost-Burma und Teile Thailands und Indochinas umfassen sollte. Nordost-Burma wurde allerdings abschließend ausgenommen. Chiang Kai-shek war in keiner Weise den kombinierten Stabschefs unterstellt, noch unterstand irgendein Teil des chinesischen Territoriums damals oder jemals der Gerichtsbarkeit eines anderen Offiziers der alliierten Nationen.
General Ho Ying-chin war Stabschef der chinesischen Armee, während General Stilwell gemeinsamer (alliierter) Stabschef des Generalissimus für den China Kampfraum war. Die Chinesen waren nicht gewillt, Stilwell einen eigenen Stab zur Verfügung zu stellen, der ihm bei der Erfüllung seiner Aufgaben als gemeinsamer Stabschef des Generalissimus half, also versuchte Stilwell, sie mit Hilfe eines Dolmetschers und eines Stenographen selbst auszuführen. Seit Stilwell diesen Kurs einschlug, waren seine amerikanischen Untergebenen oft nicht über seine Pläne für China informiert.

#### Zustand der chinesischen Armee

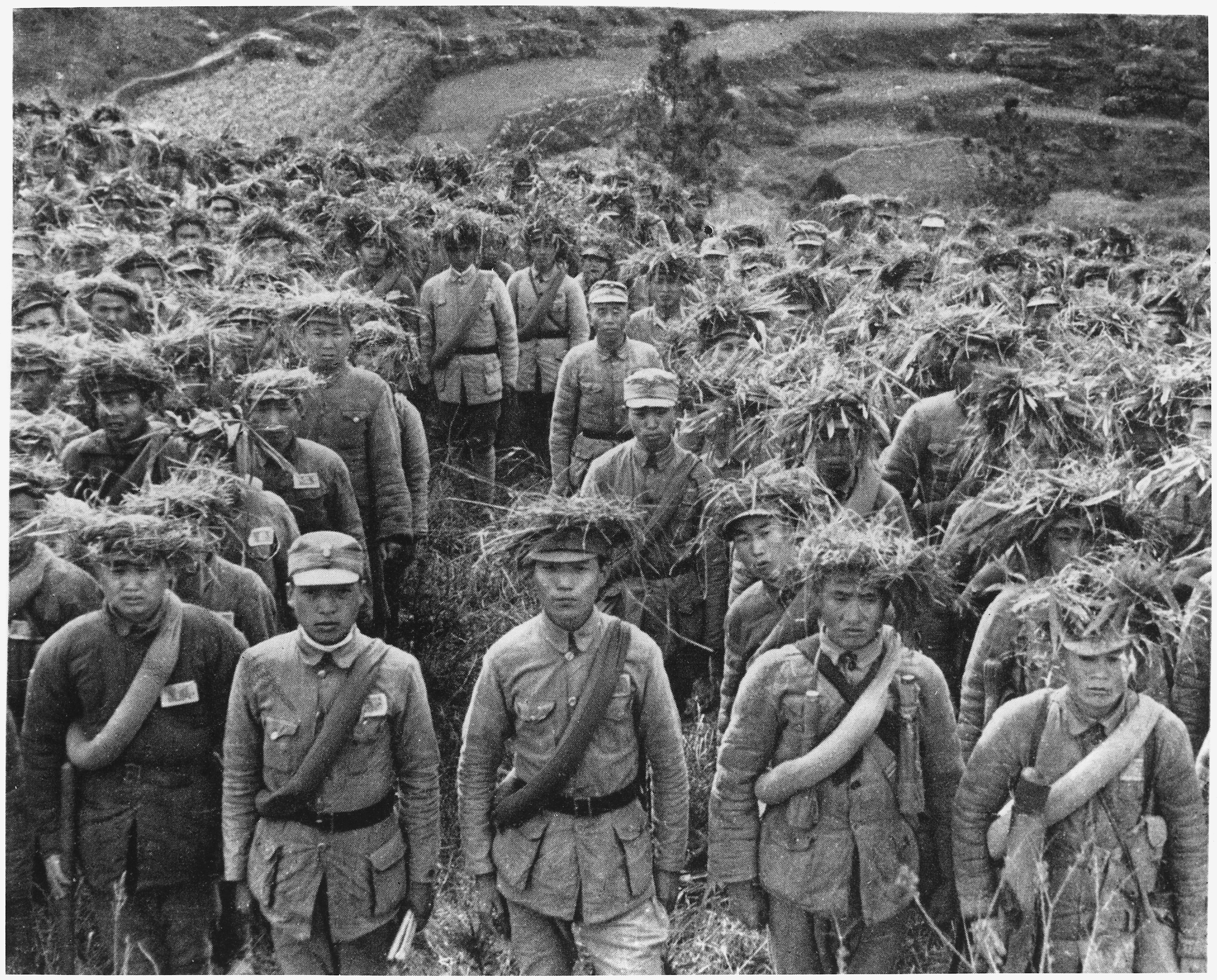
Schlecht bewaffnete chinesische Soldaten der Nationalrevolutionären Armee

Die Chinesen bezifferten ihre Waffen auf rund 1 Mio. Gewehre, 83.000 Maschinengewehre und 7.800 Mörser. Es gab in China etwa 1.330 Kanonen unterschiedlicher Kaliber und Herkunft. Diese waren so weit über das Land verstreut, dass keine Division genügend davon besaß. Ihre Soldaten waren unbezahlt, schlecht ernährt und schlecht gekleidet. Die Krankheiten, die mit Unterernährung und unhygienischen Lagern einhergehen, waren zudem weit verbreitet. So waren die Einheiten weit unter ihrer nominellen Stärke. Ebenso fehlten Versorgungsdienste, Lastwagen und Motortreibstoff für die Truppen, daher wurden Truppenbewegungen nur unter äußersten Schwierigkeiten durchgeführt. In seinen Memoranden und Stabsstudien bezeichnete Stilwell die chinesische Armee stets als „unbeweglich“.
Nachdem die Japaner Burma im Mai 1942 besetzt und die letzte Kommunikationslinie zwischen China und seinen Verbündeten zerstört hatten, sah sich Stilwell einem Problem gegenüber, das eine mehrfache Lösung erforderte, wenn er seine Befehle von General George C. Marshall, dem Stabschef der US-Armee, ausführen wollte, um China zu unterstützen. Die Lösung, die Stilwell der chinesischen, britischen und US-Regierung im Mai und Juni 1942 vorschlug, bestand aus folgenden Punkten:

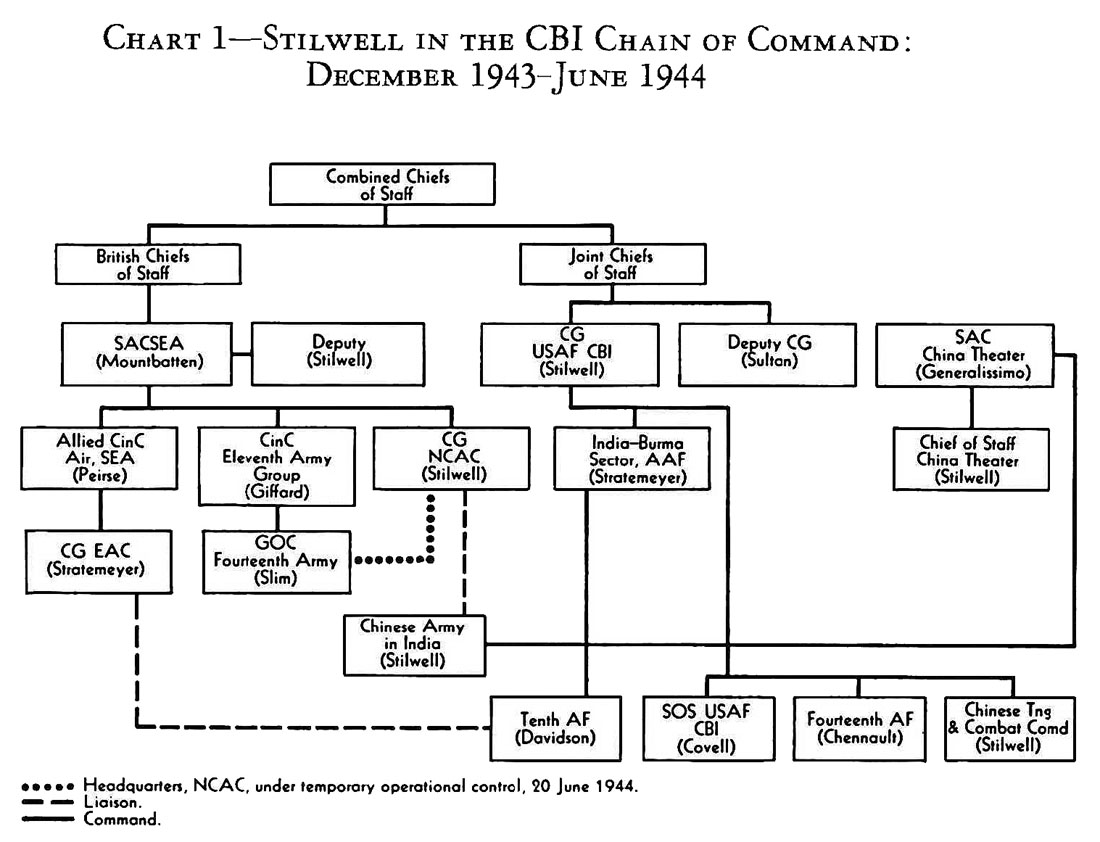
Stilwell in der CBI-Befehlskette

1. Innerhalb der chinesischen Armee eine Elitetruppe aus vollwertigen, gut ernährten, kompetent geführten und gut ausgebildeten Divisionen aufzubauen.
2. Deren Ausrüstung soll durch Leih- und Pachtbeihilfen ersetzt werden.
3. Burma komplett zurückerobern und die Nachschublinie von Rangun nach Kunming wieder zu öffnen, um Artillerie, Kleinwaffenmunition, Granaten, Lastwagen und Ersatzteile nach China zu bringen.
4. Nach Gelingen der Punkte 1 bis 3 soll eine große Luftoffensive gegen Japan geführt werden, die vernichtende Schläge gegen das japanische Heimatland ausführt.

Während diese Vorschläge von den verschiedenen Regierungen geprüft wurden, organisierte Stilwell im Juli 1942 die US-Luftwaffe und die Servicetruppen in China, Burma und Indien in einem amerikanischen Operationsgebiet, „U.S. Army Forces in China, Burma and India“.
Bei der Schaffung einer besseren chinesischen Armee konnten daraufhin einige Fortschritte erzielt werden. Es wurden detaillierte Pläne ausgearbeitet, um dreißig neu organisierte und gut ausgerüstete chinesische Divisionen in Yunnan und dreißig weitere in Ostchina zusammenzustellen. Ein Ausbildungsprogramm für Infanterie und Artillerie in Yunnan wurde im März 1943 gestartet. Der Kern eines amerikanischen Verbindungsstabs wurde für die Yunnan-Divisionen oder Y-Force, wie sie später bezeichnet wurden, eingerichtet. Bei jedem Schritt mussten Stilwell und seine Untergebenen aber mit der ihrer Meinung nach Apathie und Gleichgültigkeit seitens der Chinesen fertig werden.

#### Probleme mit Chennault
Der Befehlshaber der 14. US-Luftflotte in China, Generalmajor Claire Lee Chennault, glaubte, dass Stilwell durch die Konzentration auf die Reform der chinesischen Armee und die Wiedereröffnung der Bodenverbindungen nach China eine große Gelegenheit zum Handel verpasst und gefährdet habe. So hätten schwere und sofortige Schläge gegen die Japaner aus der Luft geführt werden können. Chennault ärgerte sich über die Beschränkungen, die ihm durch die geringe Menge an Nachschub, die damals aus Indien nach China geflogen wurde, auferlegt wurden, und brachte seinen Fall schließlich im Oktober 1942 direkt vor den Präsidenten. Er sagte Roosevelt, dass er mit 105 Jagdflugzeugen, 35 mittleren Bombern und 12 schweren Bombern den Weg für die Niederlage Japans ebnen könne. Im März 1943 machte Roosevelt unmissverständlich deutlich, dass er eher Chennault als Stilwell unterstützte.
Im Mai 1943 kamen die unterschiedlichen Tendenzen in der US-Politik auf der Trident-Konferenz in Washington schließlich zum Tragen. Chiang Kai-shek als Oberster Befehlshaber des China Kampfraums bat den Präsidenten, Chennault die logistische Unterstützung zu gewähren, die dieser für ausreichend hielt. Der Präsident stimmte zu, und Chennault erhielt erste Priorität für Lieferungen, die nach China geflogen wurden. Das Kriegsministerium riet allerdings davon ab, Chennault die erste Priorität einzuräumen, weil es befürchtete, dass die Japaner, wenn sie durch Chennaults Luftoffensive provoziert würden, die ostchinesischen Stützpunkte angreifen würden, von denen aus die 14. US-Luftflotte operierte. Der Generalissimus versicherte Roosevelt jedoch persönlich, dass die bestehenden chinesischen Streitkräfte die ostchinesischen Flugplätze gut verteidigen könnten.

## Beginn der Offensivaktionen
Ende Oktober 1943 trafen sich Stilwell und sein unmittelbarer Vorgesetzter für Operationen in Burma, Admiral Lord Louis Mountbatten in Indien, nach Konferenzen mit Chiang Kai-shek in Chungking. Stilwells erste Aufgabe bestand darin, Mountbatten bei der Ausarbeitung eines Plans für Operationen in Burma zu helfen, um die Anweisungen der Trident- und Quadrant-Konferenzen auszuführen. Die Vorgaben der Combined Chiefs of Staff waren folgende:

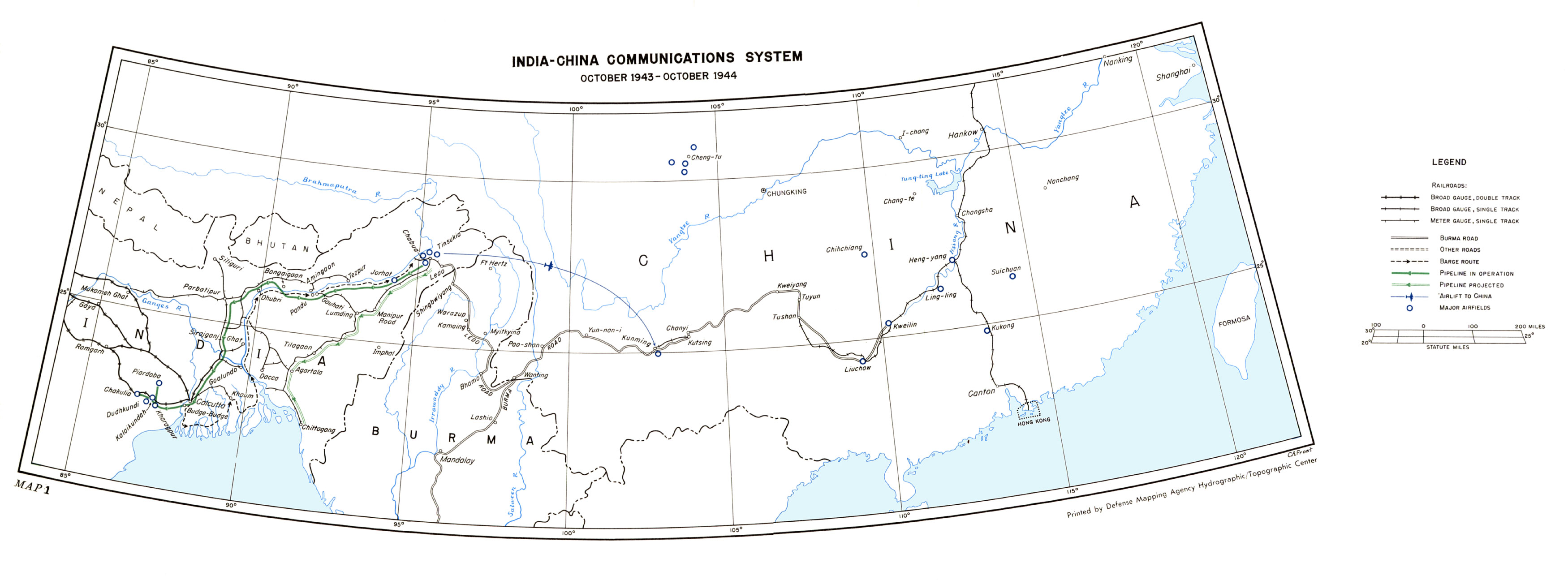
Nachschubwege zwischen Indien und China (Oktober 1943 bis Oktober 1944)

- Durchführen von Operationen zur Eroberung von Nordburma, um die Flugroute zu verbessern und eine Überlandroute mit China herzustellen. Zieldatum: Mitte Februar 1944.
- die Flugrouten und Luftnachschubwege Chinas weiter auszubauen und zu erhöhen, sowie die Entwicklung von Lufteinrichtungen im Hinblick auf:
  - China im Krieg zu halten,
  - Intensivierung der Operationen gegen die Japaner,
  - Aufrechterhaltung verstärkter US- und chinesischer Luftstreitkräfte in China, sowie
  - Die Ausrüstung chinesischer Bodentruppen

Das Gebiet im Norden Burmas um Myitkyina-Mogaung erlangte durch diese Direktive große Bedeutung. Mit Myitkyina im Besitz der Alliierten könnten die Transportflugzeuge eine viel breitere und niedrigere Flugroute benutzen. Zudem bauten die US-Pioniere seit Herbst 1942 südlich von Ledo, im indischen Bundesstaat Assam, eine Straße, die Nordburma durchqueren und sich schließlich mit der alten Burmastraße verbinden sollte.

## Das Ende des CBI-Schlachtfeldes
Die Frage der Kriegsbeziehungen zwischen China und den Vereinigten Staaten lag in den Händen der beiden Männer, die die Außenbeziehungen der beiden Mächte kontrollierten, des Generalissimus Chiang Kai-shek und des Präsidenten Roosevelt. Viele Wochen waren vergangen, seit der Generalissimus dem Präsidenten versprochen hatte, Stilwell das Kommando zu übertragen, und jetzt wandte sich der Präsident direkt an den Generalissimus. In einem an ihn gerichtetem Schreiben beklagte er die mangelnde Unterstützung von chinesischer Seite bei der Eröffnung der Burmastraße. Die Konsequenz wäre der Verlust jeder Chance, Landverbindungen mit China zu eröffnen und die Luftbrücke über den Hump zu gefährden. Dafür müsse Chiang Kai-shek selbst bereit sein, die Konsequenzen zu tragen und die Eigenverantwortung zu übernehmen. Roosevelt verlangte weiterhin die Verstärkung der Salween-Armeen, um zu verhindern, dass der Japaner seine Ziele in China erreicht. General Stilwell ist das sofortige und uneingeschränkte Kommando über alle chinesischen Streitkräfte zu übertragen. Sollten diese Bedingungen nicht erfüllt werden, könnte sich Roosevelt nicht besonders verpflichtet fühlen, die Position und die Interessen des Generalissimus und seiner Regierung voranzutreiben.
Als Chiang Kai-shek die Notiz vom 18. September las, war seine Reaktion bitterer Zorn und Empörung. Kurz darauf soll er T. V. Soong angerufen und ihm mitgeteilt haben, dass die Nachricht des Präsidenten sein Versprechen, Stilwell das Kommando zu übertragen, annulliere.
Am 23. September kam der erste Vorschlag Stilwells die Rote Armee in die direkten Kämpfe zu involvieren, aber unter der Prämisse, dass sie die Autorität von Chiang Kai-shek anerkenne und jegliche politischen Differenzen bis zum Sieg über Japan aus dem Spiel lassen. Soweit bekannt ist, ist dies der erste detaillierte Vorschlag zur Lieferung von Waffen an die chinesischen Kommunisten, der von General Stilwell an die chinesische und die US-Regierung gemacht wurde. Er schlug vor, sechzig nationalistische und fünf kommunistische Divisionen mit erster Priorität für die Nationalisten zu bewaffnen.

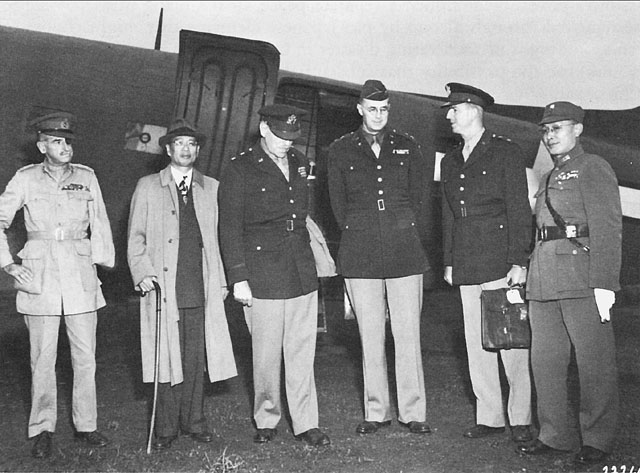
Auf dem Flugplatz begrüßen General Wedemeyer von links: Generalleutnant Adrian Carton de Wiart, Sonderbeauftragter Seiner Majestät in Chungking; Herr T. V. Soong, chinesischer Außenminister; Generalmajor Patrick J. Hurley, Sonderbeauftragter von Präsident Roosevelt bei Generalissimus Chiang Kai-shek; Generalmajor Thomas G. Hearn, Stabschef der US-Streitkräfte, China Theater; General Wedemeyer, neuer kommandierender General der US-Streitkräfte, China Theatre und Stabschef von Generalissimus Chiang Kai-shek; und General Ho Ying-chin, Stabschef des chinesischen Generalstabs.

Doch Stilwells Vorschlag verhallte ungehört. Chiang Kai-shek forderte umgehend die Ablösung Stilwells, weil er kein Vertrauen mehr in ihn hatte und er der Meinung war, dass Stilwell ihm Befehle erteilen würde und nicht umgekehrt. Nach mehreren Konsultationen mit Chiang Kai-shek berief Präsident Roosevelt Stilwell ab. Stilwell verließ Indien am 27. Oktober 1944 in Richtung der Vereinigten Staaten.
Eine Zeit lang wurde erwogen, Chennault mehr Befugnisse zu verleihen. Chiang Kai-shek  wurde gebeten, drei Amerikaner zu nennen, die für ihn akzeptabel wären. Als Antwort listete er Alexander M. Patch, Albert C. Wedemeyer und Walter Krueger auf. Roosevelt entschloss sich dazu, General Wedemayer nach China zu entsenden. Dieser traf am 31. Oktober 1944 in Chungking ein. Wedemeyer übernahm am gleichen Tag das Kommando in einem separaten China-Kampfraum, Generalleutnant Daniel I. Sultan am 24. Oktober 1944 in Indien-Burma.

## Historischer Verlauf
Joseph Stilwell wurde im Februar des Jahres 1942 zum Generalleutnant befördert und anschließend mit der Gründung und dem Aufbau des CBI beauftragt. Als Stilwell am 25. Februar in Indien ankam, hatten die Truppen des Japanischen Kaiserreichs bereits Singapur und Burma überfallen. Kurz darauf, am 10. März, wurde er zum Stabschef der alliierten Armeen im chinesischen Operationsgebiet ernannt. Nachdem Chiang Kai-shek seine Erlaubnis erteilte, bekam Stilwell auch das Kommando über die in Burma operierende 5. und 6. Chinesische Armee übertragen. Nur einen Tag danach planten chinesische Einheiten unter Stilwell japanische Streitkräfte entlang des Flusses Sittang in Burma anzugreifen. Bei der Schlacht an der Sittang-Brücke erlitten die Briten jedoch schwere Verluste und mussten sich zurückziehen. So wurde der Plan fallengelassen.
Am 9. April wurde Claire Lee Chennault als Colonel in die US-Armee aufgenommen. Er brachte die Fliegerstaffeln der American Volunteer Group unter dem Pseudonym Flying Tigers unter Stilwells nominelle Autorität.
Mehr als 7.000 britische Soldaten und 500 Gefangene und Zivilisten wurden von der japanischen 33. Division in Yenangyaung eingekreist (→ Operationen um Yenangyaung). Dem 113. Regiment der neuen 38. Division des chinesischen Expeditionskorps unter Führung von General Sun Li-jen gelang am 19. April ein Angriff auf die japanischen Truppen um die eingeschlossenen britischen Truppen und Zivilisten zu retten.
Der Befehlshaber der alliierten Streitkräfte in Burma, General Harold Alexander, befahl, nachdem die Situation aussichtslos erschien, einen allgemeinen Rückzug nach Indien. Stilwell brach am 2. Mai mit seinem persönlichen Stab auf und erreichte am 24. Mai Delhi. Unter Chiang Kai-shek zogen sich die chinesischen Truppen hastig und desorganisiert nach Indien zurück. Für sie wurden Neu-Delhi und Ramgarh zu den wichtigsten Ausbildungszentren in Indien. Die Mehrheit der 5. Armee, angeführt von Du Yuming, versuchte sich jedoch durch die Urwälder in Nordburma nach Yunnan zurückzuziehen. Die Einheiten wurden durch japanische Hinterhalte sowie Malaria und Ruhr dezimiert und erlitten dabei große Verluste. Chiang Kai-shek gab Stilwell in der Folge das Kommando über die Überreste der 22. und 38. Division der chinesischen Armee.
Am 1. Dezember 1942 einigte sich General Wavell als alliierter Oberbefehlshaber des SEAC mit Stilwell darauf, dass die Ledo-Straße von amerikanischen Einheiten ausgebaut werden solle.
Anfang Februar 1943 startete die Operation Longcloth während derer die britischen Chindits unter Lieutenant Colonel Orde Wingate tief in den burmesischen Dschungel eindrangen. Das Ziel war die Unterbrechung der Eisenbahnlinie zwischen Mandalay und Myitkyina. Eine strukturell ähnliche Einheit, ähnlich den Chindits, wurde im August von den USA ins Leben gerufen. Generalmajor Frank Merrill befehligte die 5307th Composite Unit (provisional), die unter dem Namen Merrill’s Marauders bekannt wurde.

Männer der Mars Task Force mit ihren Maultieren beim Durchqueren eines Flusses

General Stilwell übernahm am 21. Dezember die direkte Kontrolle über die Operationen zur Eroberung von Myitkyina. Dazu hatte er im Vorfeld Streitkräfte für eine Offensive in Nordburma aufgebaut. Als die Merrill’s Marauders am 24. Februar 1944 die japanische 18. Division in Burma angriffen, konnten Stilwells Truppen die Kontrolle über das Hukawng-Tal erlangen, durch das die Ledo-Straße führt. Damit war der Nachschubweg nach China gesichert.
Chinesischen Truppen gelang am 17. Mai mit Hilfe der Merrill’s Marauders die Eroberung des Flugplatzes Myitkyina. Damit begann auch die Belagerung der Stadt. Myitkyina fiel am 3. August in die Hände der Alliierten.
Nachdem die Japaner im Rahmen der Operation Ichi-gō 1944 US-Luftwaffenstützpunkte in Ostchina überrannten, machte Chiang Kai-shek Stilwell für den japanischen Erfolg verantwortlich. Daraufhin drängte er das US-Oberkommando, ihn zurückzurufen. Generalleutnant Raymond Wheeler wurde am 23. Juni Oberster Befehlshaber des NCAC und erhielt das Oberkommando über das CBI. Generalmajor Albert Wedemeyer wurde Stabschef von Chiang Kai-shek und Kommandeur der US Forces,China Theatre (USFCT). Abschließend wurde das CBI gespalten und das Burma-India-Theater ging an General Daniel Sultan.
Der erste Konvoi über die Ledo-Straße startete am 12. Januar 1945 von Ledo aus und erreichte Myitkyina am 15. Januar. Dort wurde der Konvoi aus Sicherheitsgründen, die in der taktischen Situation begründet waren, bis zum 23. Januar angehalten. Die 113 Fahrzeuge erreichten Wanting am 28. Januar, wo der Konvoi vom chinesischen Außenminister empfangen wurde. Am 4. Februar 1945 kamen die Fahrzeuge in Kunming an.
Am 3. Mai wurde die burmesische Hauptstadt Rangun in der amphibischen Operation Dracula fast kampflos besetzt.

## Einheiten im CBI (Auswahl)
Britische Einheiten
- 11th Army Group (General George Giffard), ab 12. November 1944 Allied Land Forces South East Asia (ALFSEA) (General Sir Oliver Leese)
  - 14th Army (General William Slim)
  - IV Corps (Generalleutnant Noel Irwin, ab August 1943 Generalleutnant Sir Geoffry Scoones, ab Dezember 1944 Generalleutnant Sir Frank Messervy, ab Juli 1945 Generalleutnant Sir Francis Tuker)
  - XV Corps (Generalleutnant Noel Beresford-Peirse, ab 9. Juni 1942 General William Slim, ab 15. Oktober 1943 Generalleutnant Sir Philip Christison)
  - XXXIII Corps (Generalleutnant Sir Philip Christison, ab 15. Oktober 1943 Generalleutnant Montagu Stopford)
- Chindits (77. Indische Infanteriebrigade (1943) und 3. Indische Infanteriedivision (1944), Brigadier Orde Charles Wingate, ab 24. März 1944 Generalleutnant Walter D. A. Lentaigne)
- Eastern Fleet (Admiral Sir Geoffrey Layton, ab März 1942 Admiral Sir James Somerville, ab November 1944 als East Indies Fleet unter Vizeadmiral Sir Arthur Power)

Burmesische Einheiten
- Army in Burma Reserve of Officers (A.B.R.O.)[18]
- 1st Burma Corps (aufgelöst nach dem Rückzug nach Indien im Mai 1942)
- Burma Defence Army (BDA), später Burma National Army (BNA), (Generalmajor Aung San), zuerst Pro-Japan, aber ab Ende 1944 auf Seiten der Alliierten
- 1st Burma Division (39th Indian Division)

Chinesische Einheiten

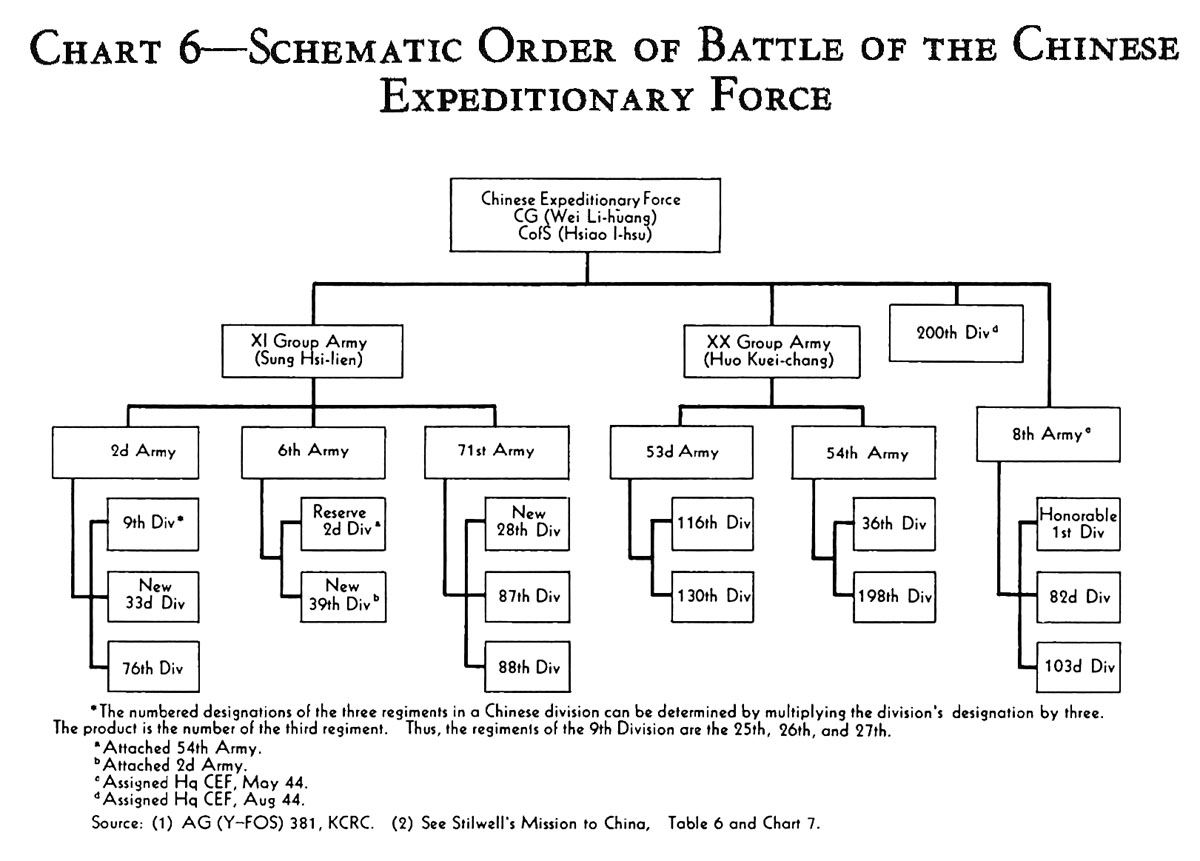

- Chinese Expeditionary Force (Y-Force) (General Wei Lihuang, ab 2. April 1942 General LuoZhuoying[19] gemeinsam mit Joseph Stilwell)
  - I Army Group
  - III Army Group
  - X Army Group
  - XXIV Army Group
- 38. Division (General Sun Li-jen)
- 22. Division (Generalleutnant Liao Yaoxiang)
- Neue 6. Armee (Generalleutnant Liao Yaoxiang)
- uvm.

Indische Einheiten
- 12 Infanterie-Divisionen
- 12 Infanterie-Brigaden

US-amerikanische Einheiten
- 10th Air Force (Generalmajor Lewis H. Brereton, ab August 1942 General Clayton Bissell)
- 14th Air Force (Generalmajor Claire Lee Chennault)
  - 312th Fighter Wing (ab 25. März 1944 Brigadegeneral Adlai H Gilkeson, ab 4. September 1944 Brigadegeneral Russell E Randall)[20]
- XX Bomber Command (Generalmajor Kenneth B. Wolfe)
  - 58th Bombardment Wing
- Mars Task Force (5332d Brigade (Provisional), Gründung am 26. Juli 1944)[21] (Brigadier Thomas A. Arms, ab 31. Oktober 1944 Brigadier John P. Willey)[22]
- Merrill’s Marauders (5307th Composite Unit (provisional), Gründung am 31. Oktober 1943) (Brigadegeneral Frank Merrill, ab 29. März 1944 Oberst Charles Newtown Hunter)
- uvm.